# توني هيغينز
توني هيغينز (بالإنجليزية: Tony Higgins)‏ (3 يونيو 1954 بغلاسكو في المملكة المتحدة - ) هو لاعب كرة قدم بريطاني في مركز الوسط. لعب مع نادي بارتيك ثيسل ونادي هيبرنيان ونادي سترنرير ‏ ونادي غرينوك مورتون.

## وصلات خارجية
- توني هيغينز على موقع قاعدة بيانات كرة القدم.إي يو (الإنجليزية)
- توني هيغينز على موقع Soccerbase.com (لاعب) (الإنجليزية)